# Teucholabis (Teucholabis) cinereiceps
Teucholabis (Teucholabis) cinereiceps is een tweevleugelige uit de familie steltmuggen (Limoniidae). De soort komt voor in het Neotropisch gebied.